# When the Saints Go Marching in
When the Saints Go Marching In (укр. Коли святі йдуть маршем) — американська духовна пісня, яка стала всесвітньо відомим джазовим стандартом. Хоча її початкове походження лежить у релігійних традиціях, пісня набула популярності у виконанні джазових музикантів, зокрема Луї Армстронґа. Сьогодні вона є однією з найвідоміших мелодій американської культури.

## Походження
Пісня була створена в першій половині XX століття як традиційний християнський гімн. Її текст містить алюзії на біблійні пророцтва, описуючи мить, коли праведники, або «святі», входять до Небесного царства після Страшного суду. Точний автор тексту чи музики невідомий, адже твір виник у середовищі афроамериканських релігійних спільнот як частина усної традиції.

## Зміст
Основна тема пісні — радісне очікування спасіння та прагнення бути серед святих, які йдуть до небес. У тексті зустрічаються посилання на природні явища, пов'язані з апокаліпсисом, зокрема:
- «When the sun refuse to shine» (Коли сонце згасло);
- «When the moon turns red with blood» (Коли місяць став червоним, немов кров).

Пісня висловлює надію та впевненість у вічному житті.

## Популяризація
Гімн набув популярності поза межами церков завдяки джазовим музикантам Нью-Орлеана. У 1938 році Луї Армстронґ виконав її у джазовій обробці, що принесло твору міжнародну славу. Відтоді вона стала незмінною частиною репертуару джазових оркестрів.

## Використання
Сьогодні «When the Saints Go Marching In» асоціюється як з релігійними обрядами, так і з джазовими парадами. Вона часто виконується на святкових подіях, таких як:
- релігійні служби;
- джазові фестивалі;
- спортивні заходи (зокрема, як гімн Нью-Орлеан Сейнтс).

## У культурі
Пісня стала символом Нью-Орлеану, відображаючи дух цього міста, яке є батьківщиною джазу. Вона також широко використовується в кіно, телебаченні та інших формах популярної культури.